# Ophioplinthus relegata
Ophioplinthus relegata is een slangster uit de familie Ophiuridae.
De wetenschappelijke naam van de soort werd in 1922 gepubliceerd door René Koehler.